# Buick Electra E4
Buick Electra E4 — компактный электромобиль-кроссовер марки Buick, подразделения General Motors, выпускаемый с 2023 года.

## Описание
Buick Electra E4 впервые был представлен в июне 2023 года. Название Electra E4 автомобиль получил в честь Buick Electra. Внешние признаки автомобиля — продолговатые узкие фары, передний трапециевидный воздухозаборник, приподнятые окна и выдвижные дверные ручки. Модель выпускается на платформе BEV3.
Продажи автомобиля начались во второй половине июня 2023 года на рынке материкового Китая по ценам от 189 900 до 259 600 юаней.

## Технические характеристики
Buick Electra E4 приводится в движение электродвигателем мощностью 241 л. с. и крутящим моментом 330 Н⋅м. До 100 км/ч автомобиль разгоняется за 7,6 сек.
Также существует двухмоторный электромобиль Electra E4 GS с электродвигателями мощностью 283 л. с. До 100 км/ч автомобиль разгоняется за 6,2 сек. Ёмкость аккумулятора 80 кВт⋅ч, а запас хода — 620 км.

## Галерея

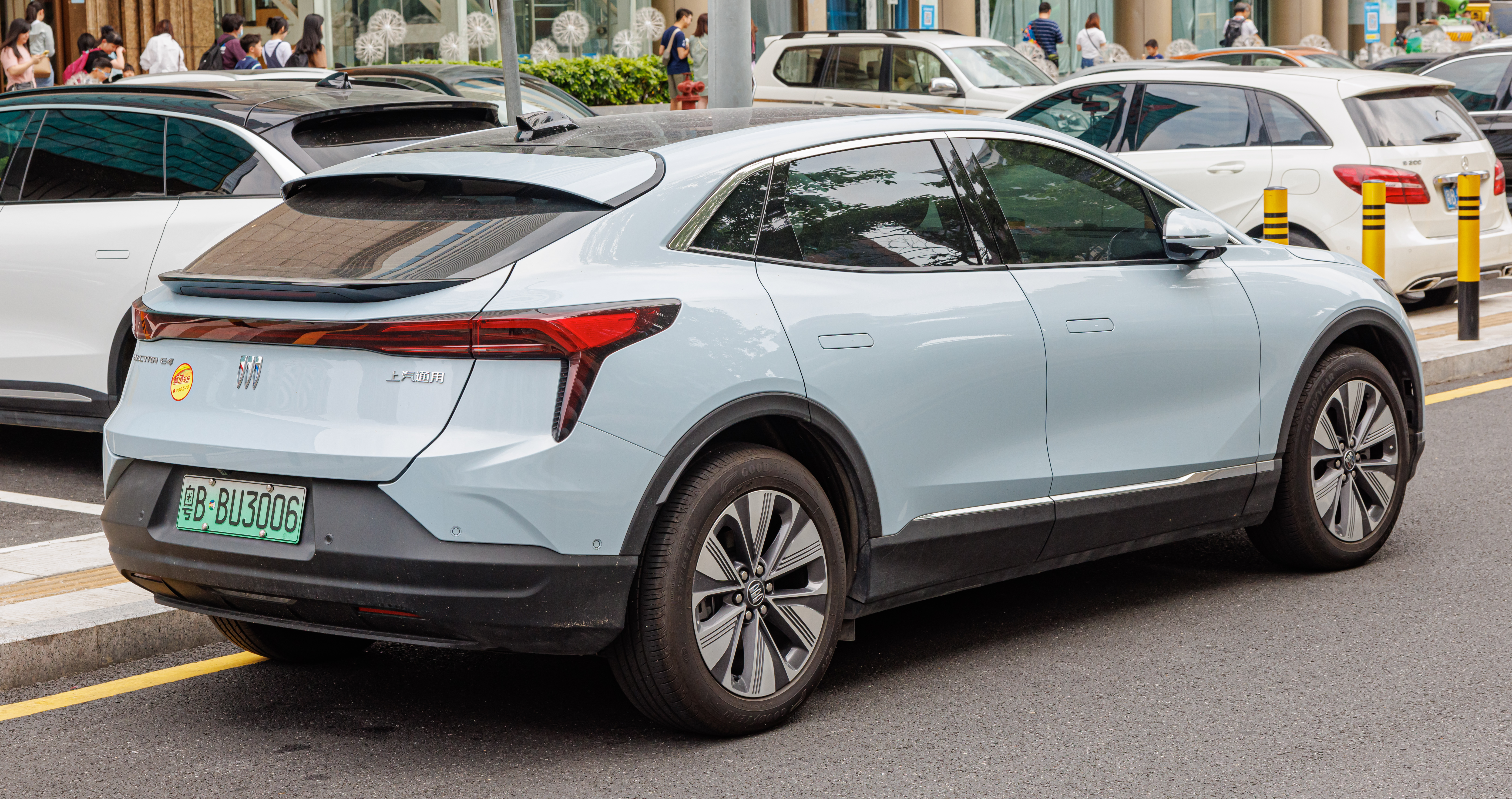
Вид сзади
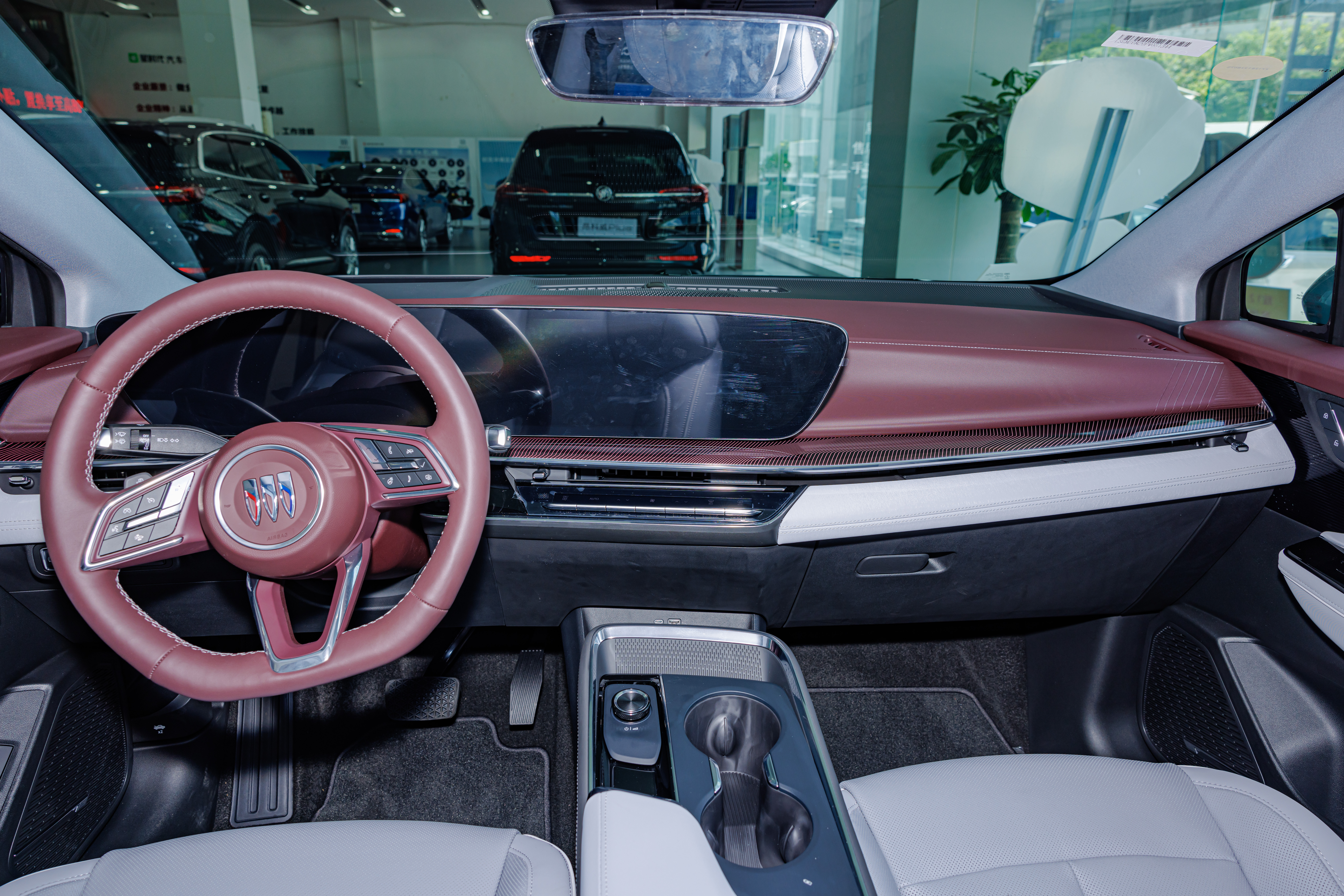
Интерьер